# HD 1367
HD 1367，又名BD+00 28，SAO 109119、HR 67，是一颗恒星，视星等为6.17，位于銀經105.89，銀緯-60.07，其B1900.0坐标为赤經0h 12m 39.5s，赤緯+1° -60.07′ 58″。